# Motori Diesel a precamera
Il motore Diesel a precamera, detto anche "ad iniezione indiretta", è stato impiegato in passato nelle prime applicazioni automobilistiche del diesel, caratterizzate da piccola cilindrata ed alta velocità di rotazione rispetto alle tradizionali applicazioni pesanti dei motori diesel medesimi. La precamera di combustione venne brevettata nel 1909 dall'ingegnere tedesco di origine libanese Prosper L'Orange nel periodo in cui lavorava alla Benz & Cie. Tale sistema favoriva la combustione accelerando il miscelamento tra le piccole quantità di gasolio iniettato e l'aria. Questo tipo di motore aveva anche minor rumorosità dei motori Diesel ad iniezione diretta per via dei minori picchi di pressione in camera. 
Il motore Diesel a precamera è stato soppiantato con l'avvento dei controlli elettronici che hanno permesso di iniettare piccole quantità di gasolio, già nebulizzato, attraverso una pressione elevata.

## I motori diesel classici
La rumorosità del motore Diesel è data dalla detonazione di una piccola parte di combustibile all'inizio dell'iniezione, causata dall'accensione non immediata.
Mentre nei motori a ciclo Otto la miscela di aria e carburante è già pronta al momento dell'accensione, nel motore diesel il combustibile viene iniettato a partire dalla fine della fase di compressione, quando l'aria presente nella camera di combustione è ad una temperatura maggiore di quella di autoaccensione del carburante.
Ciò rende necessario un certo tempo, chiamato "ritardo di accensione", prima che il combustibile si trovi nelle condizioni di accendersi (le minuscole goccioline devono evaporare e reperire l'ossigeno) e durante questo tempo la fase di iniezione continua.
Questo causa un accumulo di fluido incombusto all'interno della camera di combustione.
Quando la prima parte di combustibile iniettato si accende, genera un'onda di pressione e calore che fa detonare le goccioline che si erano accumulate durante il ritardo di accensione, provocando il classico rumore del motore Diesel. 
La potenza acustica dispersa dal propulsore, unitamente alle vibrazioni meccaniche generate dalle detonazioni, costituiscono ovviamente una perdita di efficienza.
Questo succede ad ogni ciclo.
Dopo questa fase la combustione avviene in modo molto più dolce.

## Effetti della precamera sui motori diesel classici

### Effetti positivi
La precamera ridusse il ritardo di accensione, migliorando rendimento e rumorosità nei piccoli diesel e aumentò il regime di rotazione massima alla quale un motore diesel poté spingersi, limitato fino ad allora proprio dal ritardo di accensione. Essa consiste di un vano di forma cilindrica o sferica (nelle precamere a turbolenza) ricavato nella testata del motore; su di un lato è presente un condotto che comunica con la camera di combustione vera e propria, dalla parte opposta è situato l'iniettore. Lateralmente sporge all'interno una candeletta ad incandescenza, per riscaldare la precamera in fase di avviamento del motore.
La precamera durante il funzionamento è molto calda e ciò riduce il ritardo di accensione; inoltre comunica con la camera di combustione attraverso una piccola luce, attraverso la quale passa la miscela dopo che la combustione si è avviata; questo flusso rapido della miscela attraverso la strozzatura genera una elevata turbolenza in camera che aumenta la miscelazione aria/gasolio accelerando la combustione, che avviene in maniera più graduale e quindi con minor incremento di pressione rispetto all'iniezione diretta. I minori picchi di pressione riducevano lo stress sui componenti e la rumorosità.

### Effetti negativi
Per contro viene ridotto il rendimento termodinamico, in quanto la presenza della precamera aumenta la superficie del motore esposta alla combustione, fattore che causa una considerevole perdita di calore, inoltre la presenza della precamera fa perdere energia al fluido che si trovava a passare attraverso un foro che metteva in comunicazione la precamera con la testa del cilindro.
Per questo motivo i motori a precamera sono stati abbandonati dai costruttori di auto in favore della soluzione ad iniezione diretta con controllo elettronico, che riduce la rumorosità comandando in modo diverso e più preciso l'iniezione.